# Trappea phillipsii
Trappea phillipsii är en svampart som först beskrevs av Harkn., och fick sitt nu gällande namn av Castellano 1990. Trappea phillipsii ingår i släktet Trappea och familjen Trappeaceae.   Inga underarter finns listade i Catalogue of Life.